# Ru de Châtenay
Le ru de Châtenay est un ruisseau du département des Hauts-de-Seine en région Île-de-France, se jetant dans le Grand canal du parc de Sceaux d’où sort le ru des Morteaux, affluent de la Bièvre.

## Description
Le ru de Châtenay se jette dans le Grand canal du parc de Sceaux également alimenté sur sa rive ouest par le ru d'Aulnay. Le ru des Morteaux entièrement recouvert au cours des années 1950 sort du bord sud du Gand canal du parc de Sceaux et se jette dans la Bièvre souterraine à Antony.
Ces 3 petits ruisseaux encore en partie visibles sur les cartes du début des années 1950 forment donc un ensemble hydraulique local.
Le ru de Châtenay est entièrement enterré mais une partie de son parcours était encore visible sur carte du début des années 1950.
Le ru de Châtenay prend sa source, actuellement enterrée, à Châtenay-Malabry près du nouveau cimetière, passe sous l’avenue de la Division-Leclerc, longe la rue des Vallées. Son parcours passe en contrebas de l’ancien lavoir de Châtenay qu'il alimentait, puis sous le TGV Atlantique, la coulée verte du Sud parisien, l’école centrale, l'avenue Sully-Prudhomme et parcourt le parc de Sceaux jusqu’au Grand canal.

## Galerie

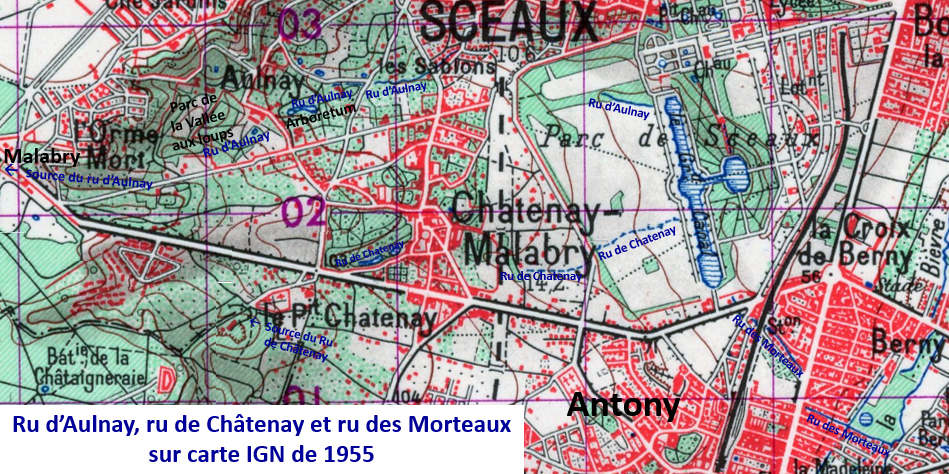
Ensemble hydraulique des rus d'Aulnay, de Châtenay et des Morteaux sur carte de 1955
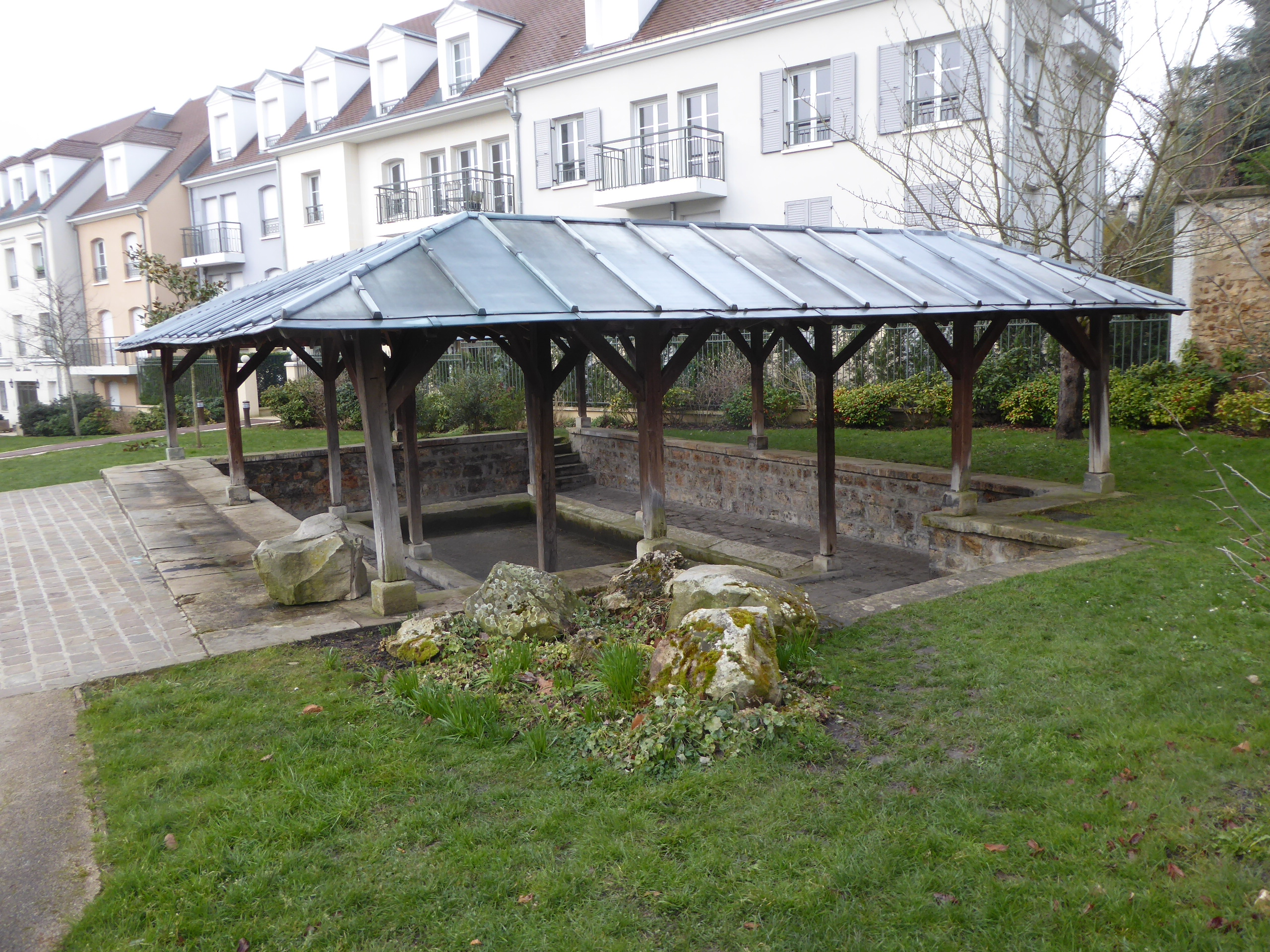
Ancien lavoir de Châtenay
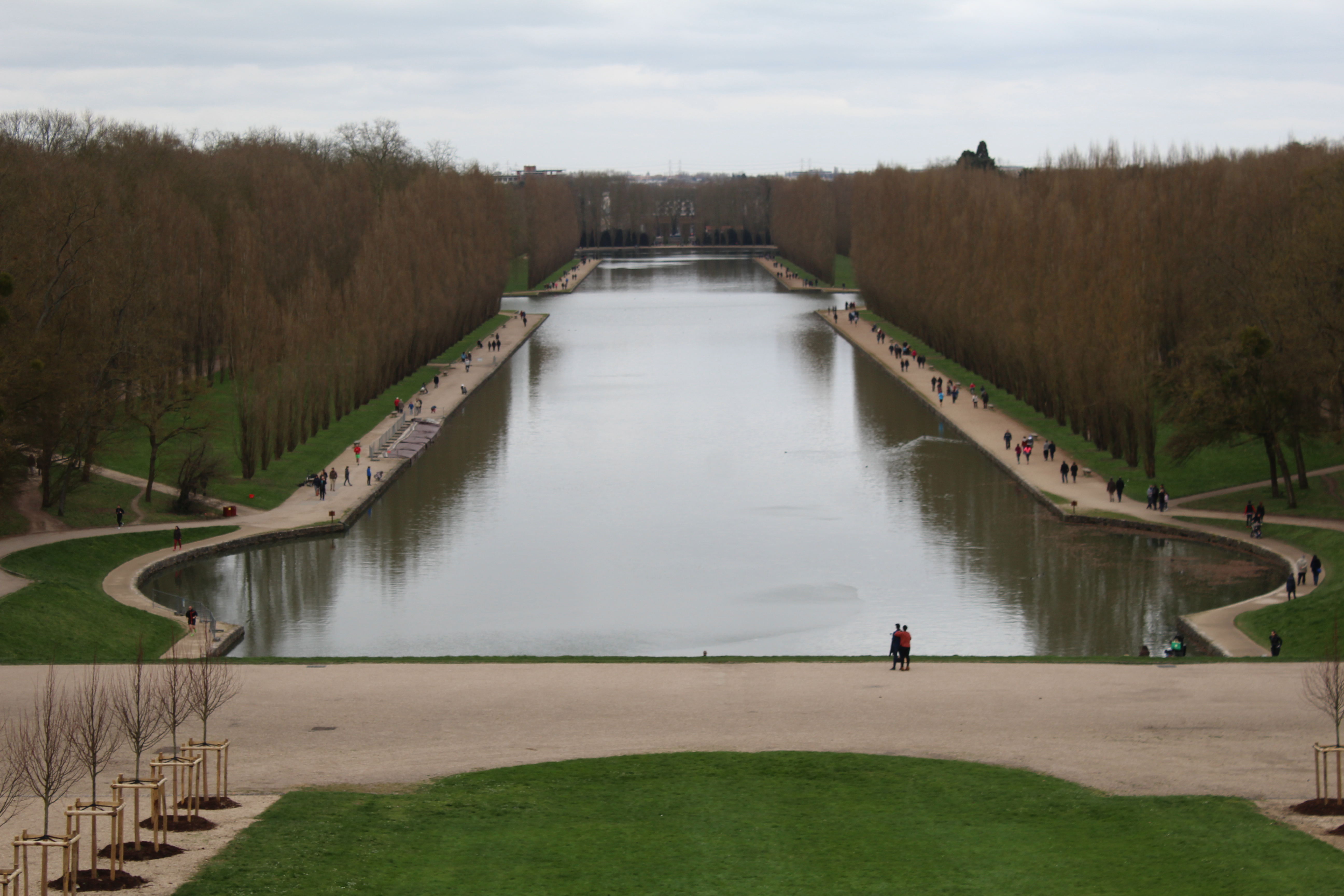
Le Grand Canal du Parc Sceaux